# Dessenheim
Dessenheim település Franciaországban, Haut-Rhin megyében. Lakosainak száma 1441 fő (2022. január 1.). Dessenheim Weckolsheim, Hettenschlag, Sainte-Croix-en-Plaine, Niederhergheim, Oberhergheim, Rustenhart, Heiteren és Obersaasheim községekkel határos.

## Népesség
A település népességének változása:
| Lakosok száma | 1283 | 1360 | 1427 | 1420 | 1457 | 1491 | 1477 | 1459 | 1441 |
|               | 2013 | 2015 | 2016 | 2017 | 2018 | 2019 | 2020 | 2021 | 2022 |